# John Volkmann

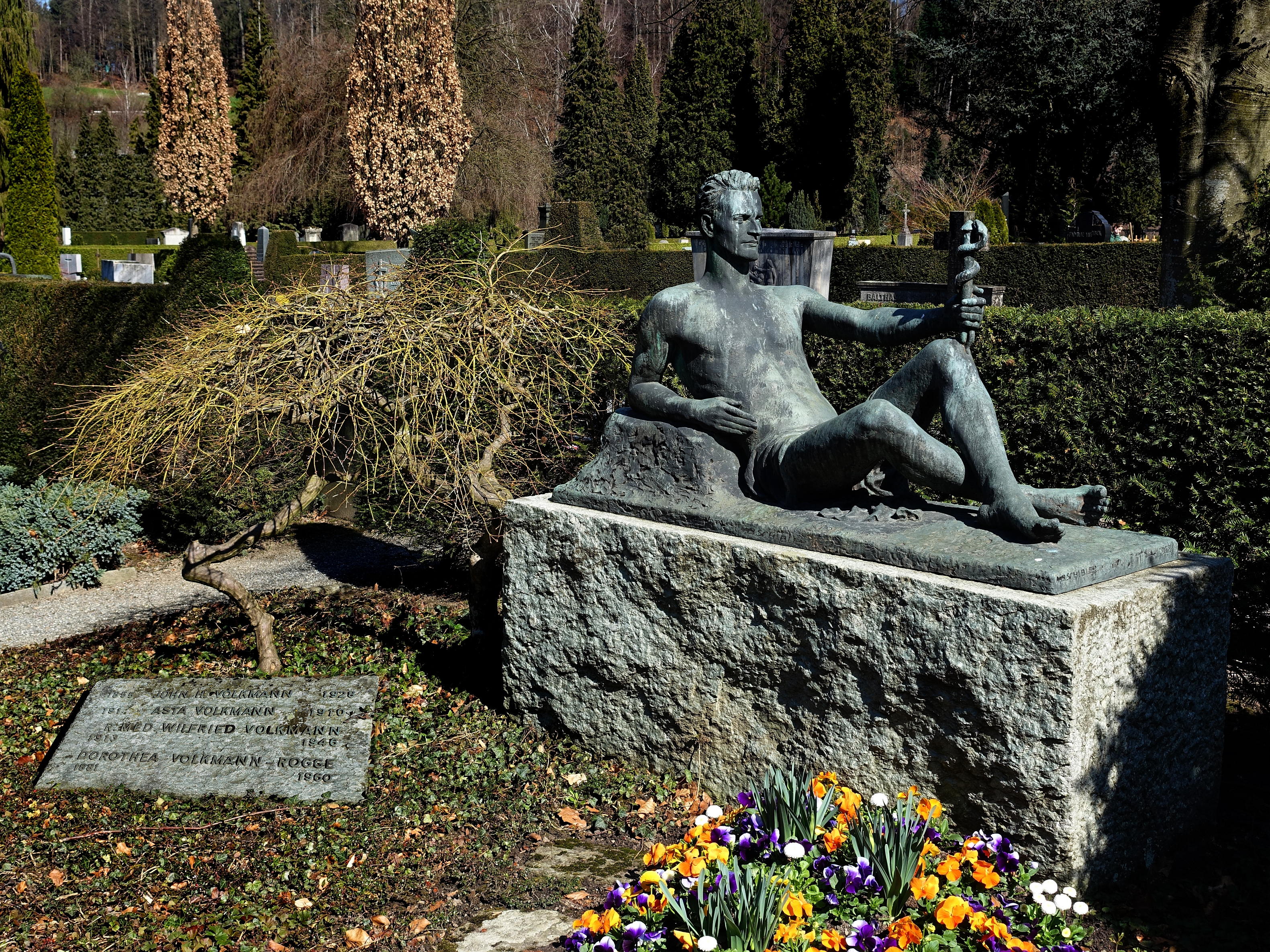
Familiengrab auf dem Friedhof Friedental

Johann Heinrich Volkmann, genannt John Volkmann, (* 15. Dezember 1855 in Bremen; † 16. September 1928 in Tübingen) war ein deutscher Kaufmann, der in New York Schokoladenautomaten erfand, produzierte und Tausende davon aufstellte.

## Familie
Volkmann entstammte einer weit verzweigten Bremer Kaufmannsfamilie. Sein Vater war der Bremer Privatbanquier, Mitglied der Bremischen Bürgerschaft und Präsident der Bremer Eiswette Daniel Georg Volkmann (1812–1892). Ebenfalls in der Bremischen Bürgerschaft saß seit 1854 der Bruder seines Vaters Johann Heinrich Volkmann (1804–1865), der als Theologe für die I. Klasse, die Klasse der Akademiker, gewählt war und mit der Tochter des Bremer Bürgermeisters Diederich Meier verheiratet war.
Volkmanns drei Brüder waren Georg Friedrich Volkmann, Kaufmann in San Francisco, Gustav Volkmann, Kaufmann in Kolumbien und Deutschen Konsul in Bucaramanga, sowie Otto Volkmann, Kaufmann in London.
Am 27. April 1909 heiratete John Volkmann Dorothea Rogge (* 31. März 1881; † 27. Januar 1960). 1913 wurde der Sohn Wilfried Volkmann geboren. Das Familien Grab befindet sich auf dem Friedhof Friedental. 

## Werdegang

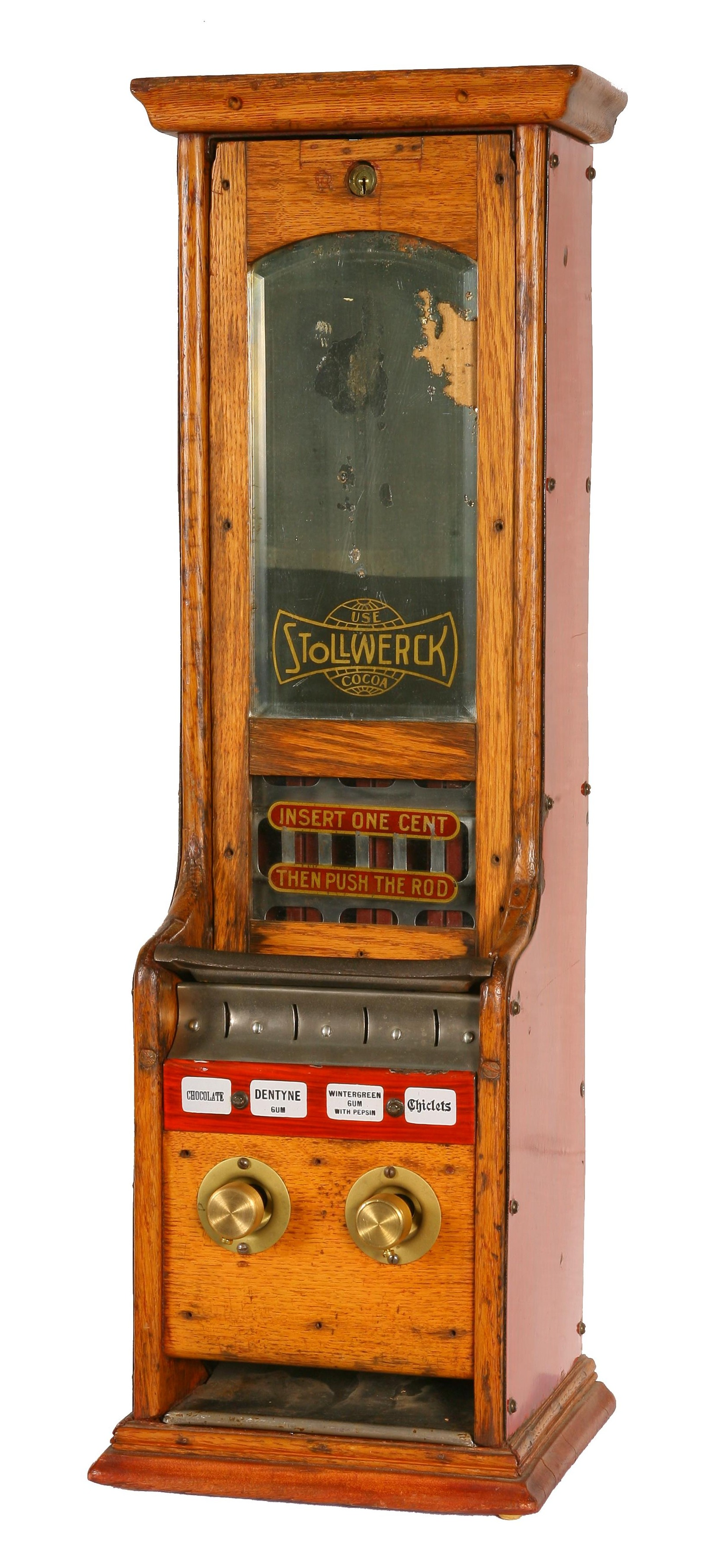
Stollwerck-Automat von Volkmann aus dem Jahr 1892

John Volkmann ging nach seiner kaufmännischen Ausbildung in die USA. Zunächst trat er als Partner in San Francisco in die Firma A. Schilling & Co. ein, an der auch sein älterer Bruder Georg F. Volkmann beteiligt war. Gemeinsam gründeten sie mit der Kölner Schokoladenfirma Stollwerck die Firma Schilling, Stollwerck & Co. Später trennte sich John Volkmann von dieser Firma und gründete zusammen mit Ludwig Stollwerck die Firma Volkmann, Stollwerck & Co.
John Volkmann hatte die Idee, selbst produzierte Schokoladen- und andere Automaten auf Bahnhöfen aufzustellen. Er importierte aus Deutschland Stollwerck-Halbfabrikate und ließ diese in New York zu Automatenware verarbeiten, womit er seine Automaten bestückte. Am 27. September 1892 wurde ihm beispielsweise das Patent für einen Süßigkeiten-Automaten erteilt. Im gleichen Jahr produzierte er den ersten Stollwerck-Automaten. Der Automat verkaufte die Produkte Chocolate, Dentyne Gum, Wintergreen Gum with Pepsin und Chiclets zu jeweils 1 Cent bestückt. Allein auf den New Yorker Bahnhöfen standen 1894 bereits über 4000 seiner Automaten. Ab 1898 eröffnete Volkmann, Stollwerck & Co. Automatenrestaurants in San Francisco, New York, Philadelphia, St. Louis und anderen amerikanischen Städten.
Mit dieser für die damalige Zeit revolutionären Geschäftsidee machte John Volkmann ein Millionenvermögen. Zahlreiche seiner in den Jahren seit 1880 von John Volkmann hergestellten Automaten sind im International Arcade Museum in den USA ausgestellt, dem weltgrößten Museum für Münzautomaten. 
1904 kehrte John Volkmann als Privatier nach Bremen zurück. Am 16. September 1928 ist er in Tübingen gestorben und wurde in Bremen auf dem Riensberger Friedhof beigesetzt.